# Quinhagak
Quinhagak is een plaats (city) in de Amerikaanse staat Alaska, en valt bestuurlijk gezien onder Bethel Census Area.

## Demografie
Bij de volkstelling in 2000 werd het aantal inwoners vastgesteld op 555.
In 2006 is het aantal inwoners door het United States Census Bureau geschat op 558, een stijging van 3 (0.5%).

## Geografie
Volgens het United States Census Bureau beslaat de plaats een oppervlakte van
13,6 km², waarvan 12,1 km² land en 1,5 km² water.

## Plaatsen in de nabije omgeving
De onderstaande figuur toont nabijgelegen plaatsen in een straal van 80 km rond Quinhagak.